# Françoise Fabian
Michelle Cortès (Algiers, 10 de maio de 1933) é uma atriz francesa.